# Arne Andreassen
Arne Andreassen (Tromsø, 16 gennaio 1950) è un allenatore di calcio ed ex calciatore norvegese.

## Caratteristiche tecniche
Veniva impiegato da terzino destro.

## Carriera

### Giocatore

#### Club
Andreassen passò dal Fløya al Tromsø nel 1964. Debuttò nella prima squadra del Tromsø il 28 maggio 1967, collezionando in totale 307 partite con questa maglia, con 49 reti all'attivo. Vi rimase in forza fino al 1985.

### Allenatore
Andreassen diventò allenatore del Tromsø a partire dal 1986, mantenendo questo incarico fino all'anno seguente. Nel 1992, tornò a ricoprire questa posizione.